# Transversalización de género
La transversalización de género (también, mainstreaming o Enfoque Integrado de Género, EIG) es un concepto de política pública que consiste en evaluar las diferentes implicaciones de cualquier acción política sobre los diferentes géneros, lo que incluye la legislación y programas de cualquier área o nivel. La transversalización ofrece un abordaje pluralista que valora la diversidad entre hombres, mujeres, personas no binarias.
El concepto de Transversalización de género fue inicialmente propuesto durante la tercera conferencia mundial sobre mujeres en Nairobi, Kenia. La idea ha sido impulsada por la comunidad de desarrollo de las Naciones Unidas y fue formalmente definida en 1995, en la Cuarta Conferencia Mundial sobre Mujeres en Pekín, China. Esta idea también fue citada en el documento que resultó de la conferencia, la llamada "Plataforma de Acción de Pekín".

## Definición
La mayoría de definiciones de transversalización de género sigue el concepto definido por el Consejo Económico y Social de la ONU: Transversalizar la perspectiva de género es el proceso de evaluar las implicaciones para los diferentes géneros de cualquier acción planeada, incluyendo la legislación, políticas o programas, para todas las áreas y en todos los niveles. Es una estrategia por hacer de las preocupaciones de mujeres y hombres una dimensión integral del diseño, implementación, monitorización y evaluación de políticas y programas en todas las esferas políticas, económicas y sociales, de modo que mujeres y hombres se beneficien igualmente y se evite la perpetuación de la inequidad. El objetivo final es alcanzar la igualdad de género.

## Principios

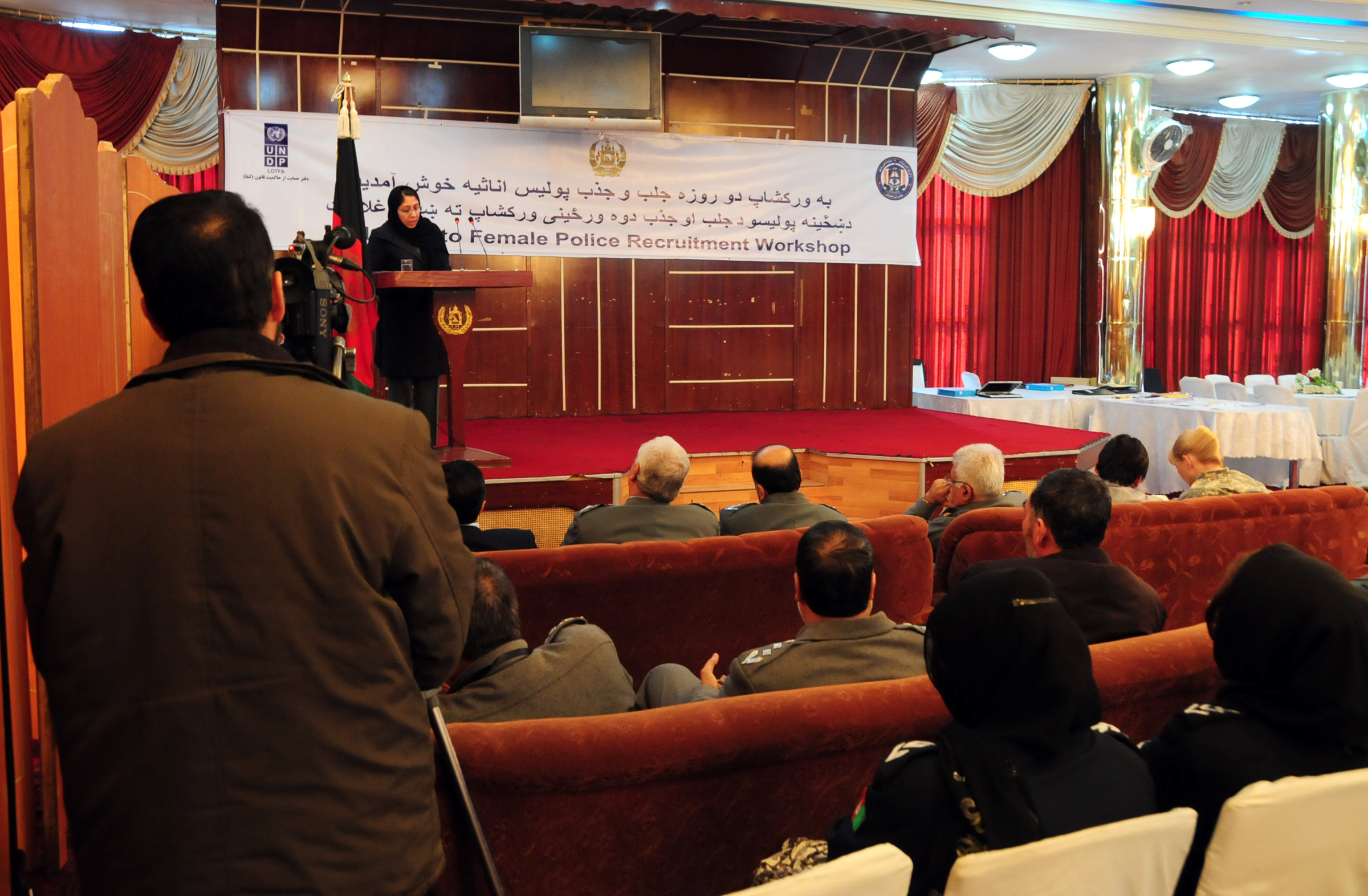
Shafiqa Quraishi, Directora de la unidad de transversalización de género de la policía nacional afgana, habla en una conferencia de reclutamiento femenino de la ANP sobre como reclutar y entrenar las 5,000 mujeres que el presidente de Afghan Hamid Karzai mandó adicionar a las fuerzas policiales 2014

### Priorizar la igualdad de género
Transversalización de género intenta, entre otras cosas, identificar una perspectiva de igualdad de género entre todas las áreas de la política. De acuerdo con Jacqui True, una profesora de política y relaciones internacionales, "cada política o pieza de legislación debería ser evaluada desde la perspectiva de si aumenta o disminuye desigualdades entre los géneros." Este concepto de igualdad de género no se limita a la igualdad formal, sino que también incluye una igualdad de hecho, la cual supone un abordaje más holístico a la política de género de modo que toca las causas interconectadas que crean una relación desigual entre los sexos en todas las áreas de la vida (trabajo, política, sexualidad, cultura, y violencia).
Lombardo nota que "debería haber evidencia de que el objetivo igualdad de género y las políticas de especial interés para mujeres (por ejemplo, política social) han sido priorizados en la organización entre otros objetivos (en relación a recursos humanos y de financiamiento, tipos de medidas adoptadas, sistema de voto usados, etc)."

### Incorporando el género en política y toma de decisiones
Debería haber referencias a los problemas de género en todas las áreas de la política. "Tiene que haber evidencia de que la agenda política principal ha sido reorientada, repensando y reorganizando fines políticos y medios desde una perspectiva de género," dice Lombardo, en referencia a Rounaq Jahan, una politóloga, líder feminista y autor. Tal y como la Plataforma por Acción de Pekín declara, "La igual participación de la mujer en la vida política juega un papel fundamental en el proceso general del avance de las mujeres."
Además, de acuerdo con la Plataforma por la Acción de Pekín: "Sin la participación activa de las mujeres y la incorporación de las perspectivas de las mujeres en todos los niveles de toma de decisiones, los objetivos de igualdad, desarrollo y paz no pueden ser alcanzados." Así, Lombardo dice que las mujeres y hombres deberían estar igualmente representados en cualquier institución que tome decisiones. De acuerdo con eso, Charlesworth piensa que cada esfuerzo debería ser hecho para aumentar la participación de las mujeres en todos los niveles de toma de decisión.

### Cambios en la cultura institucional
La transversalización de género puede ser vista como un proceso de cambio organizacional. Debe ser institucionalizada a través de pasos concretos, mecanismos, y procesos en todas las partes de una organización. De acuerdo con Lombardo, este cambio envuelve 3 aspectos: procesos políticos, mecanismos políticos; y actores políticos. Ella lo explica así:
"1. Un cambio en el proceso político significa que el proceso "esta reorganizado de modo que actores ordinarios saben cómo incorporar una perspectiva de género" o que conocimientos de género son incluidos" como un requerimiento normal en responsables políticos" (Consejo Europeo 1998, 165).
2. Un cambio en el mecanismo político envuelve: (a) la adopción de cooperación horizontal en tema de género por todas las áreas de la política, niveles y departamentos; y (b) el uso de instrumentos políticos apropiados y técnicas para integrar el género en todas las políticas y monitorear y evaluar todas las políticas desde una perspectiva de género.
3. El rango de actores políticos que participan del proceso de la formulación de políticas aumenta para incluir, además de responsables políticos y servidores públicos, expertos en género y la sociedad civil."

## Ejemplos
Según Jacqui True, "La transversalización fue establecida como una estrategia global para alcanzar la igualdad de género, y a cambio alcanzar un desarrollo económico sostenible en Plataforma por Acción de Pekín, 1995, la cual fue ratificada por todos los estados miembros de las Naciones Unidas. Ahora, desarrollar la transversalización de género es responsabilidad de los estados nacionales y organizaciones. De este modo, la transversalización ha alcanzado una amplia asignación por gobiernos individuales y cuerpos regionales supra-estatales."
Lo que sigue a continuación es una lista no exhaustiva de ejemplos de estas asignaciones.

### Nicaragua
La elección de 1990 en Nicaragua trajo a la oficina la primera presidente mujer de las Américas. El 25 de abril de 1990, Violeta Chamorro fue nombrada la primera y única mujer a vencer un contrincante masculino a presidente. Esto ayudó a cambiar y movilizar la transversalización de género en la estructura de Nicaragua. En 1993, la desfasada organización Sandinista para la Mujer, el Instituto Nicaragüense para Investigación de la Mujer fue revitalizado y renombrado por el gobierno de Chamorro como el Instituto Nicaragüense para las Mujeres (INIM). Esto fue para motivar la implicación de las mujeres nicaragüenses en el desarrollo económico, social, cultural y político del país, y promover un cambio en los principales constructos de género. Concretamente, el INIM persigue institucionalizar en todos los sectores un sistema de indicadores dirigidos al género en todos los sectores y alcanzar iguales oportunidades de género en todos los programas del Estado. En 1994, el INIM, con 62 grupos de mujeres, realice discusiones para movilizar las iniciativas y crear un proyecto de ley. Las discusiones formaron un plan, el cual definió patriarcado, sexismo, y estereotipos de género para reducir la desigualdad en educación, empleo, y violencia.
A pesar de que el Instituto Nicaragüense para las Mujeres declaró "haber sido instrumental en hacer principales los principios de igualdad de género y estrategias en la agricultura, desarrollo socioeconómico, educación secundaria, y la prevención de la violencia sexual y violencia doméstica," la Asamblea General de las Naciones Unidas sobre la eliminación de la discriminación contra las mujeres en 2007 levantó algunas inquietudes, tales como la reserva para la realización de legislación importante para las mujeres en el país, la falta de estudios sobre el aborto, y los fondos disponibles del instituto.

### Taiwán
Bajo la influencia de las Naciones Unidas, el uso del término ha aumentado en Taiwán desde 2000. Organizaciones feministas locales tienen diferentes visiones sobre la transversalización de género. Algunos grupos consideraron que la comisión de la promoción de los derechos de la mujer bajo el Yuan Ejecutivo debería ser expandida, mientras que otros grupos, incluyendo la Alianza Nacional de las Asociaciones de Mujeres de Taiwán, consideraron que la transversalización de género no es la promoción de derechos de la mujer, sino una evaluación de todas las políticas y requiere una organización específica.
La Fundación para la Promoción de las Mujeres y su Desarrollo (FWRPD) ha realizado investigación en transversalización de género e igualdad de género, producido kits de entrenamiento para educación de género, unido grupos de mujeres y emprendedores, participado en intercambios internacionales en la UN, y encuentros sobre género de la APEC.

### Viena, Austria
A finales de 2006, el consejo de la ciudad de Viena, capital de Austria, ordenó algunas medidas de transversalización de género para infraestructuras públicas y áreas. Pictogramas muestran una figura de un hombre sujetando un niño en sus brazos para avisar a los pasajeros del metro de ofrecer asiento a padres con niños. Salidas de emergencia serán señalizados con una señal cuadrada mostrando una mujer de pelo largo corriendo sobre sus botas de tacón.
Una guardería piloto ahora usas un sistema flexible de área de juego abierta en lugar de tener “esquinas de juego” separadas con coches y LEGO para chicos y muñecas y fogones para chicas. En algunas guarderías piloto, cuentos de hadas tradicionales fueron reescritos, y se creó un libro de canciones mostrando mujeres activas. Cambios en infraestructura han incluido áreas de juego unisex para parques de la ciudad, que favorecen que niños y niñas se junten, y rediseñado luces de la ciudad para hacer los parques y paseos más seguros para personas que salen a correr por la noche.

### Operaciones de paz de la ONU
La Organización de las Naciones Unidas comenzó a reconocer la importancia de la transversalización del género como un instrumento para alcanzar la igualdad de género a mitad de los noventa, como mostrado por la Plataforma por la Acción de Pekín y el informe de la Secretaría General para el Consejo Económico y Social.
En octubre de 2000, el Consejo de Seguridad de las NU aprobó la Resolución 1325, una resolución que pedía una participación femenina en la prevención, manejo, y resolución de conflictos. La manutención de la paz fue un área de particular interés, y el Consejo de Seguridad reconoció “la urgente necesidad de transversalizar una perspectiva de género en operaciones de paz." El Consejo solicitó que “el Secretario-General, cuando apropiado, incluyera en su informe al Consejo de Seguridad, progreso sobre la transversalización de género a través de misiones de paz y todos los otros aspectos relacionados con mujeres y niñas"[27] Como resultado, ha habido un aumento en el personal de los cuerpos de paz. En 2012, en operaciones de paz, y misiones políticas especiales, 29 por ciento de los cuerpos internacionales y el 17 por ciento de los cuerpos nacionales eran mujeres. Si comparamos esas figuras con la representación del 48% de mujeres en la Sede de la Organización de las Naciones Unidas, la participación de mujeres en las operaciones de paz de las UN todavía enfrenta desafíos.

### Unión Europea
La política de igualdad de la Unión Europea consiste en tres pilares: (1) anti-discriminación, (2) políticas de acción afirmativa y (3) transversalización del género.: 28 
En los noventa, la Unión Europea puso oficialmente la transversalización en su agenda, “fijando el principio en tratados, programas de acción y comunicaciones, y preparando cuerpos institucionales y mecanismos para promover la incorporación de una perspectiva de género en la realización de políticas." Más específicamente, la transversalización de género fue introducida en 1991 en la Comunidad Europea como un elemento del programa de tercera acción sobre igualdad de oportunidades. Actualmente, la base legal para la transversalización de género en Europa es el artículo 8 del Tratado de Funcionamiento de la Unión Europea (TFEU). Este artículo declara que «en todas sus actividades, la Unión debe buscar eliminar desigualdades, y promover igualdad, entre hombres y mujeres».
Lo que sigue es una revisión no exhaustiva de iniciativas de gobierno actuales dirigidas al género en la Unión Europea que favorece la transversalización de género.
Por ejemplo, desde 1997 la transversalización de género ha sido parte de la Estrategia Europea de Empleo, un concepto lanzado por el Consejo Europeo. La Estrategia Europea de Empleo requiere que los gobiernos adopten un abordaje que se ajusta con el concepto de transversalización de género, mientras decide sobre políticas de empleo. Algunos ejemplos concretos son: actos de oportunidades iguales que requieren transversalización (Ej. en Francia, entidades sociales deben promover igualdad de género a través de contratos colectivos); transversalización o evaluaciones de género en ministerios o áreas de servicios públicos (Ej. en Finlandia y Suecia); y evaluaciones de género de todas las nuevas piezas de legislación. De acuerdo con Jill Rubery, profesora de sistemas de empleo comparativo en la Manchester School of Management, hasta ahora "la experiencia ha sido mixta: a pesar de que el argumento de que aumentar el empleo de la mujer es crítico para alcanzar las aspiraciones de una mayor tasa de empleo en Europa ha sido ampliamente aceptado, hay un más débil y frágil compromiso para mejorar la calidad de trabajo disponible para las mujeres."
Un segundo ejemplo lo constituyen las redes de trabajo internacional de mujeres. Como tales podemos citar el Lobby Europeo de Mujeres (EWL) como un importante organización para las mujeres a nivel de la UE que fue creado en 1990. Alrededor de 2.500 ONGs de 30 países europeos, son parte del EWL[36][30]:51 El EWL favorece la “coordinación de grupos cívicos de mujeres en escenas de la UE.": 51  La EWL presionó para aumentar el envolvimiento de organizaciones de mujeres en el proceso de la gobernabilidad de género.: 51  Además, el EWL ha estado empujando por “una estrategia de la UE para promover, implementar y facilitar sociedad civil y específicamente la entrada de organizaciones de mujeres en el debate europeo como una parte esencial del modelo social Europeo." Otra organización importante es Mujeres en Desarrollo de Europa (WIDE). Esta red, creada en 1985, consiste en ONGs, organizaciones de mujeres, expertos de género, y activistas en desarrollo. WIDE monitorea las prácticas económicas y políticas y prácticas de desarrollo: 52  y está envuelta en muchas fases de las actividades legislativas como fuente de conocimiento.: 52 
Otro actor de gobernabilidad de género es el Instituto Europeo para la igualdad de género (EIGE), establecido en mayo de 2007. El EIGE tiene como mandato "proveer conocimientos, y aumentar la visibilidad de igualdad entre hombres y mujeres".: 53  Obviamente, hay muchas iniciativas en la UE, para nombrar algunas: El Comité de Consejo sobre Iguales Oportunidades de Mujeres y Hombres,: 57  Grupo de Alto Nivel en la Transversalización de Género,: 58  Inter-Service Group on Gender Equality, Grupo “Interservicios” sobre igualdad de género Grupo Informal de Expertos sobre igualdad de género en Cooperación del Desarrollo,: 61  Mujeres en Europa por Nuestro Futuro Común.

### Perú
En 2022, el Ministerio de la Mujer y Poblaciones Vulnerables aprobó la política de capacitación obligatoria en enfoque de género para la prevención de la violencia y la discriminación por razón de género en la administración pública peruana. La Dirección General de Transversalización del Enfoque de Género, órgano del ministerio, estuvo a cargo de la política.

## Críticas

### Resultados inefectivos
Maria Stratigaki, profesora asistente en el Departamento de Política Social de la Universidad Panteion, declara que el efecto transformador de la transversalización de género fue mínimo y que su aplicación ha llevado a resultados contradictorios. A pesar de que abrió oportunidades importantes para políticas específicas en nuevas áreas políticas, en otras diluyó acciones positivas. También declara que, al menos en 2003, la transversalización de género ha fallado en afectar áreas centrales de la política o transformar radicalmente procesos de política dentro de las instituciones europeas.
Algunos dicen que la transversalización de género no ha aumentado la participación de la mujer en la toma de decisiones. Tal y como observa Charlesworth, «en el área más fácilmente mensurable, el empleo de mujeres en las Naciones Unidas en puestos profesionales y de responsabilidad, el progreso ha sido glacial. En 2004, las mujeres tenían un 37.4 por ciento de esas posiciones. El crecimiento anual en dirección al objetivo de un 50% [...] ha sido previsto en un 0.4 por ciento. Encima de este lento crecimiento, hay una considerable jerarquía basada en el sexo. A 30 de junio de 2004, las mujeres ocupaban el 83.3 por ciento de las posiciones en los niveles más bajos, P-1, pero apenas el 16.7 por ciento de los más altos niveles bajo el de secretario general». En un tema similar, en relación con la Unión Europea, Lombardo relata que en 2003 las mujeres representaban el 20 por ciento de los representantes de la cabeza de estado o el gobierno de los Estados miembros, 10 por ciento de los representantes de parlamentos nacionales, 31.25 por ciento de los representantes del Parlamento Europeo, y así por delante.
True declara que la transversalización de género no termina simplemente aumentando el número de mujeres en una institución específica. Sino sobre cambiar la conciencia social, de modo que los efectos de la política para mujeres y hombres son verdaderamente implementados analizados antes de ser implementados. A pesar de que para las feministas es necesario interactuar con las principales instituciones, la habilidad de la transversalización de género de decontruir la masculinización intrínseca de las instituciones varía dependiendo de las características de la política, de la naturaleza política de la institución, y de la profundidad de la consulta de la institución con la sociedad civil y otros miembros del movimiento de los derechos de la mujer. El peligro de la transversalización de género es que grandes compromisos se puede hacer para alcanzar pequeñas mejoras y puede llevar a lo que la profesora feminista and socióloga Carol Dines llama: "feminismo de goteo"—i.e., "trabajar para aumentar las posiciones de mujeres en trabajos de elite sin una estrategia para un mayor cambio económico y social representa un feminismo de goteo."

### Insuficiencia en la implementación
Charlesworth recalca que "a pesar de que no ha sido difícil favorecer la adopción de un vocabulario de transversalización, parece faltar monitoreo o seguimiento. Un problema que se repite para todas las organizaciones que adoptaron la transversalización de género esta en el paso del compromiso a la acción." Ella continua: "Una revisión de políticas de transversalización de género implementadas bajo el Programa de Desarrollo de las Naciones Unidas, el Banco Mundial, y la ILO encontraron un presupuesto inadecuado para los componentes de género de los proyectos, insuficiente desarrollo de capacidades analíticas, supervisión inadecuada de la implementación y componentes de género, y una falta general de compromiso político tanto dentro de la organización como a nivel de país."

### Obstaculizando el progreso
Stratigaki declara que acciones positivas eran dejadas de lado después del lanzamiento de la transversalización de género, como resultado del modo específico en el que la transversalización de género era usado por los oponentes a la igualdad de género. De acuerdo con Stratigaki, "casi todos los análisis de [transversalización de género] concuerdan en que es una estrategia que complementa pero que no reemplaza otras políticas previas de igualdad, tales como legislación de tratamiento igualitario y acciones positivas." Sin embargo, ella también dice que “en un ambiente hostil a las políticas " (i.e. Estructuras patriarcales de organizaciones internacionales o la prevalencia de políticas objetivas contrarias a la igualdad de género, etc.), la [transversalización de género] puede ser concebida y aplicada como una alternativa a la acción positiva y usada ralentizar el objetivo final de igualdad de género.
True tiene la opinión de que en práctica, intentos de transversalizar el género dentro de instituciones internacionales han llevado a la marginalización y aumentado la invisibilidad de género en cada área de la política. Anne-Marie Goetz, una profesora clínica en la NYU, y Joanne Sandler, una consultora de igualdad de género y desarrollo organizacional, dicen que irónicamente, la transversalización de género corre el riesgo de transformarse en la responsabilidad de todos y de nadie al mismo tiempo. La transversalización de género puede permitir adoptar el lenguaje de los derechos de la mujer a aquellos en poder que no están genuinamente interesados. Este es un reflejo de como el poder político transforma la transversalización de género en un instrumento para legitimar las acciones de los gobiernos. La transversalización de género se transforma entonces en algo para aconsejar al gobierno más que para avanzar hacia una igualdad de género.: 78 

### Otras críticas
Al ir silenciando las diferencias, el tipo de feminismo que probablemente va a ser transversalizado podría ser un feminismo occidental, blanco o de la clase media. Cuando las decisiones de transversalización de género son hechas por élites pueden minar la entrada de grupos de mujeres locales.: 72 
Cuando las políticas de transversalización de género son diseñadas sin consultar secciones del movimiento de las mujeres (Ej. grupos sociales de los derechos de las mujeres), les puede faltar experiencia de base. Decisiones políticas relacionadas al género que son hechas sin consultar secciones del movimiento de las mujeres no demuestran claras pretensiones políticas de solucionar la Desigualdad de género. Cuando las instituciones alcanzan el movimiento de los derechos de la mujer, ellos demuestra transparencia, inclusión, responsabilidad y la implementación tiene más posibilidades de ser monitoreada con diligencia. Por ejemplo, los Objetivos de Desarrollo del Milenio (MDGs), como un intento de transversalización de género en el desarrollo, fueron formados con una consultación mínima a grupos de mujeres. Los MDGs han llevado a una considerable cantidad de discurso teórico sobre los objetivos pero menos análisis sobre cómo serán implementados.: 78 